# Anarchie (Film)
Anarchie (Originaltitel: Cymbeline) ist ein US-amerikanisches Filmdrama aus dem Jahr 2014, bei dem Michael Almereyda das Drehbuch schrieb sowie Regie führte. Der Film, in dem es um Rivalitäten zwischen korrupten Polizisten und einer kriminellen Motorradgang geht, ist eine Adaption des Theaterstücks Cymbeline von William Shakespeare.

## Handlung
Cymbeline, Drogenbaron und Anführer einer Motorradgang, beabsichtigt seine Tochter Imogen, welche aus einer früheren Beziehung stammt, mit Cloten, dem Sohn seiner neuen Frau Queen, zu vermählen. Imogen hingegen hat sich in Posthumus verliebt, den ihr Vater wie einen eigenen Sohn aufzog. Cymbeline hat zwar noch zwei weitere Söhne, Arviragus und Guiderius, allerdings wurden sie in frühen Jahren entführt und seitdem nicht mehr wiedergesehen. Nachdem sich Imogen in Posthumus verliebt hat, heiratet sie ihn, ohne ihrem Vater davon zu erzählen. Als er davon erfährt, verbannt er Posthumus aus seinem Haus und seiner Familie. Posthumus lässt sich auf eine Wette mit seinem Freund Iachimo ein, der behauptet, er würde es schaffen, seine Frau Imogen zu verführen. Als Iachimo mit gefälschten Beweisen zurückkehrt, um seinen Wettsieg zu fingieren, beauftragt Posthumus Pisanio damit, seine Frau zu töten. Queen versucht die Gelegenheit zu nutzen, um den emotional geschwächten Cymbeline von seiner Position zu verdrängen und an seine Stelle ihren Sohn Cloten zu setzen. Gleichzeitig entsteht auch eine Fehde zwischen Cymbeline und Iachimo, der ebenfalls beabsichtigt, ihm seinen Platz streitig zu machen.

## Auszeichnungen
- 2014: Nominierung bei den Internationalen Filmfestspielen von Venedig für den Orizzonti Award[2]